# 沢たまき&プレイガール ミュージックコレクション
『沢たまき&プレイガール ミュージックコレクション』（さわたまきアンドプレイガール ミュージックコレクション）は、沢たまきのベスト・アルバム、かつテレビドラマ『プレイガール』のコンピレーション・アルバム。2004年4月21日発売。発売元はビクターエンタテインメント。規格品番：VICL-61369〜70。

## 解説

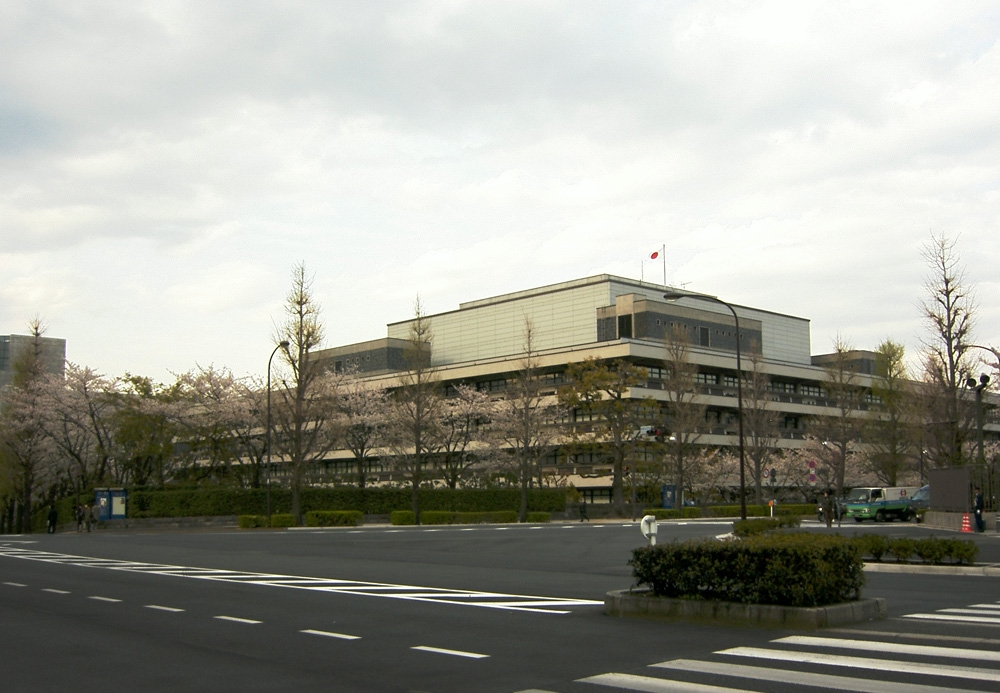
取材が行われた国立国会図書館・東京本館（2007年撮影）

2003年8月9日、沢たまきの急逝がきっかけとなって企画された。当初は沢の音源のみを復刻、CD化する予定だったが、翌2004年4月に沢の追悼公演“PLAYGIRL-ING”が催行されることと、沢のイメージとして『プレイガール』の“沢村たまき（オネエ）”役が最も印象的であるということから、CD2枚組のうちDisc-1を沢たまきベスト、Disc-2を『プレイガール』出演者で当時音源を残している者のコンピレーション盤として発売された。
沢たまきの本格的かつ初のベスト盤である。Disc-1の選曲基準は映画・TV主題歌および挿入歌、詩曲が見逃せないもの、関係者より強く収録の依頼があったものであり、これらを念頭に置き選曲されている。
Disc-2は1977年4月発売の沢のアルバム『東京プレイ・マップ』を主軸に、プレイガール出演者22名のうち何らかの形で音源を残している者をリストアップ、なるべく2004年当時未CD化であった作品を選定し登場順に整列、山下毅雄によるBGMを挿入し選曲、流れを構築し収録することとした。取材は主に国立国会図書館で行われた。
Disc-1は比較的容易に選曲できたが、Disc-2はレコード会社・発売年月日は判明しているが品番が不明、当初予定した楽曲が流れにそぐわず再選曲を行う、国立国会図書館に記録も音源も存在しない、レコード会社そのものが消滅し版権の調査すらままならない、などと困難を極める作業となった。しかし、発売当時のレコードジャケットや音源を所蔵している研究者の協力、現存し版権の確認も可能な他社の楽曲に変更するなどしてクリアしたという。
付属のブックレットには、本盤制作に至る経緯とテレビ映画『プレイガール』とは何か、また各楽曲毎の解説が綴られている。

## 収録曲

### Disc 1（沢たまき盤）
1. ベッドで煙草を吸わないで
  - 作詩：岩谷時子／作曲・編曲：いずみたく
2. 教えて頂だい
  - 作詩：田中知己／作曲・編曲：いずみたく
3. 凍原―ツンドラ―
  - 作詩：生田直親／作曲：渡辺岳夫／編曲：前田憲男
4. カスバの女
  - 作詩：大高ひさを／作曲：久我山明／編曲：近藤進
5. 東京プレイ・マップ
  - 作詩：伊藤アキラ／作曲・編曲：小谷充
6. その時あなたは何をしていた?
  - 作詩・作曲：藤本卓也／編曲：小谷充
7. 女の意地は私の命
  - 作詩・作曲：藤本卓也／編曲：小谷充
8. あなた
  - 作詩：吉田旺／作曲：いずみたく／編曲：前田憲男
9. 街灯
  - 作詩：なかにし礼／作曲・編曲：坂田晃一
10. ひまわりのテーマ
  - 日本語詩：なかにし礼／作曲：ヘンリー・マンシーニ／編曲：小谷充
  - アルバム『夜のためいき』より。1970年公開の映画『ひまわり』テーマ曲に日本語詩を乗せた作品。1975年録音。
11. 爪
  - 作詩・作曲：平岡精二／編曲：小谷充
  - アルバム『爪〜沢たまき夜のムードを唄う』より。1971年録音。
  - エンディング部分にオリジナルの台詞が入っている。
12. 初めての日のように
  - 作詩：なかにし礼／作曲：川口真／編曲：前田憲男
13. 欲望の街
  - 作詩：阿木燿子／作曲：宇崎竜童／編曲：前田憲男
14. 横浜ナイト・クラブ
  - 作詩：荒木とよひさ／作曲：三木たかし／編曲：高田弘
15. 雨のジャマイカ
  - 作詩：松本隆／作曲：南佳孝／編曲：柵木ひとみ
16. 脚（ソウ・ザ・ブルース）
  - 作詩：ジェリー伊藤／作曲：森田公一／編曲：前田憲男
  - アルバム『乱れ髪〜プレイガールの十二章』より。1974年録音。
  - JASRACデータベース上では、「ＳＨＯＯ　ＴＨＥ　ＢＬＵＥＳ」と登録。
17. ALL OF ME
  - 作詩：SEYMOUR SIMONS (英語版)／作曲：GERALD MARKS (英語版)／編曲：前田憲男
  - アルバム『わが恋はここに〜沢たまきスタンダード・ジャズを歌う〜』より。1973年録音。
18. JOHNNY GUITAR （英語版）
  - 作詩：PEGGY LEE／作曲：VICTOR YOUNG／編曲：前田憲男
  - アルバム『わが恋はここに〜沢たまきスタンダード・ジャズを歌う〜』より。1973年録音。
19. 花、匂うが如く
  - 作詩：鶴見一馬／作曲：立原摂子／編曲：信田かずお
  - 日本エンカフォン発売のCDシングル。
20. ベッドで煙草を吸わないで （Another Ver.）
  - 作詩：岩谷時子／作曲：いずみたく／編曲：小谷充
  - アルバム『ベッドで煙草を吸わないで』より。1968年録音。

### Disc 2（プレイガール盤）
1. PLAYGIRL OPENING THEME '69 SOUNDTRACK
  - 作曲・編曲：山下毅雄
  - 1969年録音。提供：東映／VAP
2. 東京プレイ・マップ（Album Ver.）
  - 唄：沢たまき
  - 作詩：伊藤アキラ／作曲：小谷充／編曲：前田憲男
  - 1977年発売。
3. チャイナタウンの夜
  - 唄：應蘭芳
  - 作詩：佐伯孝夫／作曲：鈴木庸一／編曲：近藤進
  - 1971年発売。
4. 愛されたいの
  - 唄：緑魔子
  - 作詩：平田淳／作曲：東京之助／編曲：小谷充
  - 1968年発売。提供：東芝EMI
5. ウィーク・ポイント
  - 唄：桑原幸子
  - 構成：片岡直彦／作曲：鈴木庸一／編曲：小谷充
  - 1971年発売。
6. 夜の終りに
  - 唄：沢たまき
  - 作詩：中村小太郎／作曲・編曲：小谷充
  - 1969年発売。
7. PLAYGIRL OPENING THEME '69 TYPE-B SOUNDTRACK
  - 作曲・編曲：山下毅雄
  - 1969年録音。提供：東映／VAP
8. 男友達
  - 唄：沢たまき
  - 作詩：なかにし礼／作曲：坂田晃一／編曲：前田憲男
  - 1977年発売。
9. 最後の一時間
  - 唄：范文雀
  - 作詩：なかにし礼／作曲：中村泰士／編曲：有明春樹
  - 1971年発売。提供：ワーナーミュージック・ジャパン
10. 嵐を呼ぶ女
  - 唄：大信田礼子
  - 作詩：山口あかり／作曲：平尾昌晃／編曲：馬飼野俊一
  - 1972年発売。提供：ソニー・ミュージックレコーズ
11. 朝帰り
  - 唄：沢たまき
  - 作詩：なかにし礼／作曲：川口真／編曲：前田憲男
  - 1977年発売。
12. 短い手紙
  - 唄：西尾三枝子
  - 作詩：藤沢さち子／作曲：松原タカシ／編曲：斉藤恒夫
  - 1971年発売。提供：日本コロムビア
13. 風知草（かぜしりぐさ）
  - 唄：山崎一美（曾根きよ美）
  - 作詩：ゆうき詩子／作曲：曾根幸明／編曲：高田弘
  - 1975年発売。提供：テイチクエンタテインメント
14. 恋は静かに
  - 唄：沢たまき
  - 作詩：なかにし礼／作曲：大橋節夫／編曲：前田憲男
  - 1977年発売。
15. PLAYGIRL OPENING THEME '72 SOUNDTRACK
  - 作曲・編曲：山下毅雄
  - 1972年録音。提供：東映／VAP
16. あんたふられたんだね
  - 唄：沢たまき
  - 作詩：なかにし礼／作曲：川口真／編曲：前田憲男
  - 1977年発売。
17. 女の仁義
  - 唄：宮園純子
  - 作詩：黒田喜之／作曲・編曲：茅正人
  - 1970年録音。提供：エコーエンタープライズ
18. 結ばれたい
  - 唄：東三千
  - 作詩：山上路夫／作曲：仲本順一／補作曲・編曲：渋谷毅
  - 1971年発売。提供：ポニーキャニオン
19. PLAYGIRL ENDING THEME SOUNDTRACK
  - 作曲・編曲：山下毅雄
  - 1969年録音。提供：東映／VAP
20. インスピレーション
  - 唄：沢たまき
  - 作詩：伊藤アキラ／作曲・編曲：小谷充
  - 1970年発売。

※特記事項が無い限り、録音・発売はビクターエンタテインメント。

## エピソード
- 沢たまき盤の選曲については、関係者から「JOHNNY GUITAR」と「SUMMERTIME」の収録の希望があったが、「SUMMERTIME」に関しては録音物が発見できず「ALL OF ME」に差し替えることで決着が付いた。
- 当初、真理明美と片山由美子の音源も収録予定であったが、真理の音源は原盤権の権利関係、片山の音源は著作権の確認が取れなかったため収録を見送らざるを得なかった。
  - この時に収録が見送られた片山の「生命（いのち）の灯り」は、2017年12月20日発売のオムニバスアルバム『怨歌情死考〜女たちの挽歌〜』（発売：日本コロムビア／規格品番：COCP-40149）にてようやく初CD化がなされることとなった。
- 山崎一美（曾根きよ美）の音源はオリジナル7インチシングル盤（規格品番：SN-1496）のものと異なる（オリジナル版はサビの部分がダブル・レコーディングである）。
- 宮園純子の音源は、8トラック・カートリッジテープで発売されたものであったが、作曲者である茅正人の提供により収録される運びとなった[1]。また、この宮園の音源は本作収録をもってビクター音源として登録された（ISRC：JPVI07006410）[3]。

## クレジット
- マスタリングデイト：2004年3月16日〜3月17日
- マスタリングエンジニア：川崎洋
- ディレクター：菱田信（ビクターエンタテインメント）
- プロデューサー：桑原幸子（プレイガール・オフィス）
- 監修：藍渕邪子・臼井隆
- 企画協力：長谷川誠／茅正人
- 制作協力：東映株式会社
- テクニカルアドバイザー：山崎あやこ（ビクターエンタテインメント）
- ビジュアルコーディネーター：大沼竜一郎（VDC）
- アートディレクション&デザイン：大井尚（ISAKA）